# Harry Wilks Fulbright
Harry Wilks Fulbright Jr. (19 septembre 1918, Marion, Missouri - 16 mai 2009, Rochester, New York) est un professeur de physique américain, physicien nucléaire expérimental et concepteur et constructeur d'équipements pour la radioastronomie.

## Biographie
Il obtient en 1940 un BA et en 1944 un Ph.D. en physique de l'Université Washington de Saint-Louis,. À l'Université de Washington à Saint-Louis, il est responsable du cyclotron et est sous contrat avec le projet Manhattan de 1942 à 1944. De 1944 à 1946, il travaille au Laboratoire national de Los Alamos. En 1947, il est élu membre de la Société américaine de physique. De 1946 à 1950, il est membre du corps professoral du département de physique de l'Université de Princeton. À l'Université de Rochester, il est professeur adjoint de 1950 à 1952, professeur agrégé de 1952 à 1956 et professeur titulaire de 1956 jusqu'à sa retraite en 1989 en tant que professeur émérite. Il est le directeur de thèse de David Allan Bromley.
Fulbright est un boursier Guggenheim, ainsi qu'un boursier Fulbright, pour l'année universitaire 1956-1957, qu'il passe à l'Institut Niels-Bohr. Il est professeur invité pour l'année académique 1974-1975 à l'Université Louis Pasteur de Strasbourg, France. Il est également conférencier invité à l'Université de Leningrad en 1983.
La réalisation la plus importante de Fulbright est peut-être sa supervision de la reconstruction et de la modernisation du cyclotron de 26 pouces de l'Université de Rochester, le premier cyclotron à énergie variable au monde. Après le remplacement du cyclotron par un générateur Van de Graaf, le cyclotron est expédié à l'Université du Pendjab à Chandigarh, en Inde, où il est professeur invité en 1977 et aide à installer le cyclotron,.
L'Université de Rochester crée le prix Harry W. Fulbright en son honneur.